# Alain Pierre Pradel
Alain Pierre Pradel (* 1949 in Guadeloupe) ist ein französischer Pianist und Komponist.
Der im französischen Überseedepartement Guadeloupe geborene Pradel hatte ab dem zwölften Lebensjahr Klavierunterricht. Von 1968 bis 1975 studierte er in Paris. 1982 komponierte er das Klavierwerk La cité de voile. Seine Sept pièces Créoles wurden 2000 von Tatjana Rankovich auf zwei CDs eingespielt.

## Quelle
- AfriClassical - Alain Pierre Pradel

| Personendaten    | Personendaten                       |
| ---------------- | ----------------------------------- |
| NAME             | Pradel, Alain Pierre                |
| KURZBESCHREIBUNG | französischer Komponist und Pianist |
| GEBURTSDATUM     | 1949                                |
| GEBURTSORT       | Guadeloupe                          |